# حسین کیانی (بازیکن فوتبال)
حسین کیانی (زادهٔ ۱۱ فوریهٔ ۱۹۹۲) یک بازیکن فوتبال اهل ایران است.
از باشگاه‌هایی که در آن بازی کرده‌است می‌توان به باشگاه فوتبال پرسپولیس شمال، باشگاه فوتبال سیاه‌جامگان و باشگاه فوتبال پدیده خراسان، باشگاه فوتبال خونه به خونه، باشگاه فوتبال گل‌گهر سیرجان، باشگاه فوتبال ملوان بندرانزلی و باشگاه فوتبال نساجی مازندران اشاره کرد.
وی همچنین در تیم ملی فوتبال امید ایران بازی کرده است.